# Општина Деда (Муреш)
Деда (рум. Deda) општина је у Румунији у округу Муреш.
Oпштина се налази на надморској висини од 455 m.